# Rio Mau (Vouga)
O rio Mau é um rio português do centro de Portugal, que nasce na Serra do Arestal, freguesia de Dornelas com a designação de rio Bom até à freguesia de Silva Escura próximo da Cascata da Cabreia e a jusante de rio Mau  até desaguar no rio Vouga no lugar da Foz. após percorrer 12,7 quilómetros.